# Lost Boys and Fairies
Lost Boys and Fairies je francouzská třídílná televizní minisérie, kterou od 3. do 17. června 2024 premiérově odvysílal televizní kanál BBC One.

## Děj
Gabriel a Andy jsou spolu už osm let a chtěli by adoptovat dítě. Zahájí proces adopce s pomocí své sociální pracovnice Jackie. Andy je nadšený z vyhlídky stát se otcem, zatímco jeho partner Gabriel váhá, a to nejen kvůli svým dřívějším problémům s drogovou závislostí, ale také kvůli svému nešťastnému dětství, které bylo poznamenáno smrtí jeho matky a otcovou homofobií. Přestože si pár původně přál adoptovat dívku, setkávají se s Jakem, umístěným do pěstounské péče poté, co byl odebrán svému násilnickému otci.

## Přehled postav
| Siôn Daniel Young    | Gabriel              |
| Fra Fee              | Andy                 |
| Elizabeth Berrington | Jackie               |
| Sharon D. Clarke     | Claire               |
| Maria Doyle Kennedy  | Sandra               |
| William Thomas       | Emrys                |
| Arwel Gruffydd       | Berwyn / Fanny Ample |